# Арсам (батько Дарія III)
Арсам II (*Aršama, д/н —до 336 до н. е.) — перський аристократ часів Стародавньої Персії.

## Життєпис
Походив з династії Ахеменідів. Був сином царевича Остана. У 358 році до н. е. під час масових страт представників династії Ахеменідів за наказом царя Артаксеркса III було вбито батька Арсама. Втім останній зберіг своє життя, оскільки в цей час перебував у периферійній сатрапії Перської імперії.
Можливо перебував у своїх маєтностях у Вірменії або Парфії. Відсутність Арсама на державних посадах призвело до того, що його син Дарій розпочав свою кар'єру при дворі Артаксеркса III з нижчих щаблів.
Був одружений з Сісигамбідою, яка була його рідною або двоюрідною сестрою. Більшість дослідників схильні до останньої версії. Іншими дітьми були: Оксатр і Статира (майбутня дружина Дарія III).
Вважається, що Арсам помер до 336 року до н. е.